# Gronlandshund
A gronlandshund,[Nota] também chamada de cão-da-groenlândia, é uma raça de cão do tipo spitz nórdico, encontrada por todo o território ártico desde a Antiguidade, cuja provável ascendência seja dos cães siberianos para lá levados há cerca de 12 000 anos. Apesar de sua utilidade como puxador de trenó ter se reduzido a quase zero, é considerado um bom cão de companhia para trilheiros suecos e noruegueses. Leal, pode atingir os 32 kg e tem seu adestramento considerado mediano.